# نیویورک نیکس در فصل ۴۷–۱۹۴۶
نیویورک نیکس فصل ۴۷–۱۹۴۶ نخستین فصل حضور تیم نیویورک نیکس در اتحادیهٔ ملی بسکتبال (ان‌بی‌ای) می‌باشد.

## فصل عادی
نخستین بازی نیویورک نیکس (و بی‌ای‌ای) در ۱ نوامبر ۱۹۴۶ برابر تورنتو هاسکیس در تورنتو انجام شد و نیکس با حساب ۶۸–۶۶ به برتری رسید.

### جدول رده‌بندی فصل
| # | بخش شرق             | بخش شرق | بخش شرق | بخش شرق  | بخش شرق       |
| # | تیم                 | برد     | باخت    | درصد برد | بازی‌های پشت‌سر |
| - | ------------------- | ------- | ------- | -------- | ------------- |
| ۱ | x-واشینگتن کاپیتالز | ۴۹      | ۱۱      | ۰٫۸۱۷    | –             |
| ۲ | x-فیلادلفیا واریرز  | ۳۵      | ۲۵      | ۰٫۵۸۳    | ۱۴            |
| ۳ | x-نیویورک نیکس      | ۳۳      | ۲۷      | ۰٫۵۵۰    | ۱۶            |
| ۴ | پراویدنس استیمرولرز | ۲۸      | ۳۲      | ۰٫۴۶۷    | ۲۱            |
| ۵ | بوستون سلتیکس       | ۲۲      | ۳۸      | ۰٫۳۶۷    | ۲۷            |
| ۶ | تورنتو هاسکیس       | ۲۲      | ۳۸      | ۰٫۳۶۷    | ۲۷            |

### رکورد برابر رقیبان
| رکوردهای بی‌ای‌ای ۴۷–۱۹۴۶ | رکوردهای بی‌ای‌ای ۴۷–۱۹۴۶ | رکوردهای بی‌ای‌ای ۴۷–۱۹۴۶ | رکوردهای بی‌ای‌ای ۴۷–۱۹۴۶ | رکوردهای بی‌ای‌ای ۴۷–۱۹۴۶ | رکوردهای بی‌ای‌ای ۴۷–۱۹۴۶ | رکوردهای بی‌ای‌ای ۴۷–۱۹۴۶ | رکوردهای بی‌ای‌ای ۴۷–۱۹۴۶ | رکوردهای بی‌ای‌ای ۴۷–۱۹۴۶ | رکوردهای بی‌ای‌ای ۴۷–۱۹۴۶ | رکوردهای بی‌ای‌ای ۴۷–۱۹۴۶ | رکوردهای بی‌ای‌ای ۴۷–۱۹۴۶ |
| تیم                     | BOS                     | CHI                     | CLE                     | DET                     | NYK                     | PHI                     | PIT                     | PRO                     | STL                     | TOR                     | WAS                     |
| ----------------------- | ----------------------- | ----------------------- | ----------------------- | ----------------------- | ----------------------- | ----------------------- | ----------------------- | ----------------------- | ----------------------- | ----------------------- | ----------------------- |
| بوستون سلتیکس           | —                       | ۰–۶                     | ۲–۴                     | ۳–۳                     | ۴–۲                     | ۱–۵                     | ۵–۱                     | ۱–۵                     | ۱–۵                     | ۴–۲                     | ۱–۵                     |
| شیکاگو استگز            | ۶–۰                     | —                       | ۵–۱                     | ۳–۳                     | ۳–۳                     | ۵–۱                     | ۶–۰                     | ۳–۳                     | ۳–۴                     | ۴–۲                     | ۱–۵                     |
| کلیولند ریبلز           | ۴–۲                     | ۱–۵                     | —                       | ۴–۲                     | ۴–۲                     | ۳–۳                     | ۴–۲                     | ۲–۴                     | ۱–۵                     | ۶–۰                     | ۱–۵                     |
| دیترویت فالکونز         | ۳–۳                     | ۳–۳                     | ۲–۴                     | —                       | ۱–۵                     | ۲–۴                     | ۳–۳                     | ۲–۴                     | ۰–۶                     | ۳–۳                     | ۱–۵                     |
| نیویورک نیکس            | ۲–۴                     | ۳–۳                     | ۲–۴                     | ۵–۱                     | —                       | ۲–۴                     | ۶–۰                     | ۴–۲                     | ۴–۲                     | ۳–۳                     | ۲–۴                     |
| فیلادلفیا واریرز        | ۵–۱                     | ۱–۵                     | ۳–۳                     | ۴–۲                     | ۴–۲                     | —                       | ۵–۱                     | ۴–۲                     | ۳–۳                     | ۵–۱                     | ۱–۵                     |
| پیتسبورگ آیرونمن        | ۱–۵                     | ۰–۶                     | ۲–۴                     | ۳–۳                     | ۰–۶                     | ۱–۵                     | —                       | ۳–۳                     | ۱–۵                     | ۳–۳                     | ۱–۵                     |
| پراویدنس استیمرولرز     | ۵–۱                     | ۳–۳                     | ۴–۲                     | ۴–۲                     | ۲–۴                     | ۲–۴                     | ۳–۳                     | —                       | ۲–۴                     | ۳–۳                     | ۰–۶                     |
| سنت لوئیس بامبرز        | ۵–۱                     | ۴–۳                     | ۵–۱                     | ۶–۰                     | ۲–۴                     | ۳–۳                     | ۵–۱                     | ۴–۲                     | —                       | ۲–۴                     | ۲–۴                     |
| تورنتو هاسکیس           | ۲–۴                     | ۲–۴                     | ۰–۶                     | ۳–۳                     | ۳–۳                     | ۱–۵                     | ۳–۳                     | ۳–۳                     | ۴–۲                     | —                       | ۱–۵                     |
| واشینگتن کاپیتالز       | ۵–۱                     | ۵–۱                     | ۵–۱                     | ۵–۱                     | ۴–۲                     | ۵–۱                     | ۵–۱                     | ۶–۰                     | ۴–۲                     | ۵–۱                     | —                       |

## بازی‌های حذفی

### دور یکم بی‌ای‌ای
(۳شرق) نیویورک نیکس برابر. (۳غرب) کلیولند ریبلز: نیکس پیروز سری ۲–۱
- بازی ۱ @ کلیولند: کلیولند ۷۷, نیویورک ۵۱
- بازی ۲ @ نیویورک: نیویورک ۸۶, کلیولند ۷۴
- بازی ۳ @ نیویورک: نیویورک ۹۳, کلیولند ۷۱

### نیمه‌نهایی‌های بی‌ای‌ای
(شرق۲) فیلادلفیا واریرز برابر. (شرق۳) نیویورک نیکس: واریرز پیروز سری ۲–۰
- بازی ۱ @ فیلادلفیا: فیلادلفیا ۸۲, نیویورک ۷۰
- بازی ۲ @ نیویورک: فیلادلفیا ۷۲, نیویورک ۵۳[۲]

## آمارهای بازیکنان

### فصل
| Player | GP | GS | MPG | FG% | 3FG% | FT% | RPG | APG | SPG | BPG | PPG |
| ------ | -- | -- | --- | --- | ---- | --- | --- | --- | --- | --- | --- |
|        |    |    |     |     |      |     |     |     |     |     |     |

## نقل و انتقالات

### داد و ستدها
| ۲۱ ژانویه ۱۹۴۷ | به نیویورک نیکسBob Fitzgerald | به تورنتو هاسکیسBob Mullens |

### فروش‌ها
| بازیکن          | تاریخ فروخته شدن | تیم جدید            |
| --------------- | ---------------- | ------------------- |
| Jake Weber      | ۲ دسامبر ۱۹۴۶    | پراویدنس استیمرولرز |
| Ralph Kaplowitz | ۱۶ ژانویه ۱۹۴۷   | فیلادلفیا واریرز    |
| Hank Rosenstein | ۲۶ ژانویه ۱۹۴۷   | پراویدنس استیمرولرز |
| Nat Militzok    | فوریه ۱۹۴۷       | تورنتو هاسکیس       |